# Thouars-sur-Garonne
 Thouars-sur-Garonne  es una población y comuna francesa, en la región de Aquitania, departamento de Lot y Garona, en el distrito de Nérac y cantón de Lavardac.

## Demografía
| 416 | 416 | 420 | 432 | 427 | 449 | 449 | 442 | 462 | 472 | 420 | 410 | 441 | 460 | 428 | 376 | 419 | 401 | 376 | 384 | 322 | 231 | 238 | 263 | 203 | 212 | 229 | 237 | 230 | 191 | 191 | 194 | 179 |
| Para los censos de 1962 a 1999 la población legal corresponde a la población sin duplicidades (Fuente: INSEE [Consultar]) |     |     |     |     |     |     |     |     |     |     |     |     |     |     |     |     |     |     |     |     |     |     |     |     |     |     |     |     |     |     |     |     |